# 一ノ宮しずか
一ノ宮 しずか（いちのみや しずか、1997年9月24日 - ）は、日本の女性声優。東京都出身。
2016年8月31日まではアイムエンタープライズに所属していた。

## 出演作品
※太字はメインキャラクター

### OVA
2014年
- ツブ★ドル（小倉ひかり[1]）

### CD

#### ドラマCD
2014年
- ツブ★ドル ドラマＣＤ ～紹介します？舞台裏！ （小倉ひかり）

2015年
- ツブ★ドル ドラマＣＤ ～紹介します？舞台裏！～主題歌もできたし全国デビューしちゃうよ盤 （小倉ひかり）

### その他
- エンジェル・フェスタ!（宮藤詩歌[2]）